# سمكة الأصبع
سمكة الأصبع (باللاتينية: Monodactylus argenteus)، (بالإنجليزية: Silver moony) تنتمي لعائلة en:Monodactylidae، توجد عادة في البحر الأحمر، ومن شرق أفريقيا حتى ساموا، وجنوب كاليدونيا الجديدة وأستراليا. وهي سمكة صغيرة من أسماك المياه المالحة.